# Shony Alex Braun
Shony Alex Braun (geboren am 14. Juli 1924 als Sándor Braun in Cristuru Secuiesc, Rumänien; gestorben am 4. Oktober 2002 in Los Angeles, Vereinigte Staaten) war ein rumänischstämmiger, später US-naturalisierter Musiker (Geiger und Komponist) und Gelegenheitsdarsteller.

## Leben
Der der ungarischen Minderheit Rumäniens entstammende Braun galt als musikalisches Wunderkind. Mit fünf Jahren erlernte er das Geigenspiel und gab als Zehnjähriger sein Profidebüt im Bukarester Rundfunksender. Bereits ein Jahr später legte er seine erste eigene Komposition vor, woraufhin man ihm ein Stipendium an der Budapester Musikakademie ermöglichte. Als die Deportationen weitflächig auch den Balkan erfassten, wurde Sándor Braun im Mai 1944 in das Konzentrationslager Auschwitz deportiert, einige Monate später verlegte man ihn in das KZ Natzweiler-Struthof und zum Jahresbeginn 1945 nach Dachau, wo er zur Unterhaltung der SS-Wachlaute auf der Geige spielen musste.
Nach seiner Befreiung im Frühling desselben Jahres setzte Braun seine künstlerische Ausbildung am Salzburger Mozarteum fort. 1950 wanderte er in die USA aus. Hier machte Braun sich einen Namen als klassischer Komponist und Geiger, sein Werk Symphony of the Holocaust für Geige und Orchester wurde 1994 für den Pulitzer-Preis nominiert. Darüber hinaus trat Shony Alex Braun über die Jahrzehnte hinweg gastweise als Geiger in Fernsehserien wie Perry Mason, Mary Hartman, Mary Hartman und Nachdenkliche Geschichten auf. In dem Film 68, in dem das Leben einer ungarischen Emigrantenfamilie im San Francisco des Jahres 1968 geschildert wird, übernahm Braun 1988 eine reguläre Sprechrolle.
Shony Alex Braun starb 78-jährig an einer Lungenentzündung.